# Phytomyza venerabilis
Phytomyza venerabilis este o specie de muște din genul Phytomyza, familia Agromyzidae, descrisă de Spencer în anul 1977. Conform Catalogue of Life specia Phytomyza venerabilis nu are subspecii cunoscute.